# Lea-Artibai
Lea-Artibai est une comarque de la province de Biscaye, au Pays basque.

## Communes
| - Amoroto - Aulesti - Berriatua - Etxebarria - Gizaburuaga - Ispaster | - Lekeitio - Markina-Xemein - Mendexa - Munitibar-Arbatzegi Gerrikaitz - Ondarroa - Ziortza-Bolibar |